# Canal+ 2
Canal+ 2 fue un canal de televisión por suscripción español de programación generalista basado en series, documentales y varios contenidos de Canal+ 1, excepto eventos deportivos.
Canal+ 2 emitía a través de la plataforma Canal+, tanto a través de Astra como de Hispasat y en TDT hasta el 19 de diciembre de 2011.

## Historia
El 31 de agosto de 1997, con la llegada de Canal Satélite Digital, la primera plataforma digital de Sogecable, se crearon dos versiones de Canal+ con distintos horarios de programación para conformar el paquete prémium del operador. Estos canales recibieron los nombres de Canal+ Azul y Canal+ Rojo.
Más tarde, con el nacimiento de Digital+ (actualmente Movistar+) a causa de la fusión de Canal Satélite Digital y Vía Digital, Sogecable reformó sus canales. Entre los afectados estuvieron Canal+ Rojo y Canal+ Azul que, unidos, pasaron a ser Canal+ 2 el 21 de julio de 2003. Además se crearon canales de pago de cine y deportes.
Canal+ 2 nació para dar un nuevo horario a los contenidos de Canal+, además de servir como ventana cinematográfica para cuando Canal+ emitía otro tipo de contenidos.
El 8 de julio de 2015, tras el nacimiento de Movistar+, el canal fue relanzado como Canal+ Series Xtra.

### Paso por la TDT
Durante la semana del 19 de julio al 25 de julio de 2010, Engel, empresa distribuidora de productos de electrónica, anunció en su página web que, para el 16 de agosto, se podrían reservar las unidades limitadas de los productos que comercializaría Sogecable (desde 2010, Prisa TV) para la TDT de pago bajo el nombre de Canal+ Dos. Tras la filtración de la noticia en diversos foros, se extendieron los rumores de un nuevo canal de entretenimiento para la TDT bajo el sello de Canal+, ya que en enero de 2010 se anunció que 40 Latino cesaría sus emisiones en señal abierta para el 23 de agosto de 2010.
Finalmente, una semana antes del lanzamiento como ya anunció Engel, Prisa TV confirmó en una nota de prensa que, tras muchas especulaciones, Canal+ 2 se transformaría en Canal+ Dos para dar el paso a la TDT con nuevos y diversos contenidos.
Canal+ 2 fue lanzado en la TDT el 23 de agosto de 2010 en sustitución de 40 Latino. Este canal nació de la mano de Prisa TV al obtener tres espacios en el múltiplex de Mediaset España para emitir a través de la televisión digital terrestre de ámbito nacional. Este hecho se produjo tras la fusión entre Gestevisión Telecinco y Sogecuatro. El espacio cedido a Prisa TV fue gestionado para emisiones de pago, a través del cual emitió Canal+ Dos.
Inicialmente hicieron una oferta de lanzamiento en la que, para los abonados a la TDT Prémium, emiten los dos primeros meses gratis. La cuota es de 15€ al mes con permanencia de 12 meses sin penalización.
Canal+ 2 dejó de emitir en la TDT el 19 de diciembre de 2011 debido al poco éxito de la TDT Prémium y al bajo número de suscriptores con el que contaba el canal. Fue reemplazado por Energy, el canal masculino de TV abierta de Mediaset España, aunque Canal+ 2 siguió emitiendo por Canal+ en el dial 2.
Además de las redifusiones de Canal+, tenía programación propia, y servía como una nueva ventana, como pasaba con la UEFA Champions League, para los contenidos de Prisa TV y para programas o series que no tenían su hueco en Canal+ 1. También incluía pequeños bloques de programación de Canal+ Xtra.